# Ma al-'Aynayn
El  Sultán Azul jeque Ma al-'Aynayn (1830 - 1910; cuyo nombre real era Muhammad Mustafa uld Shayj Muhammad Fadel) fue un líder político y religioso saharaui que combatió la colonización francesa y española en el norte de África.

## Primeros años
En 1859, Ma al-'Aynayn –nombre que recibió en la infancia, que significa "agua de los dos ojos" (o "de las dos fuentes") en idioma árabe–  Hijo de un famoso morabito, rápidamente se hizo reputación de gran alumno, incluso se llegó a pensar que poseía poderes mágicos. Su campamento nómada atrajo a muchos estudiantes de la ley islámica y beduinos que le pedían bendiciones.
En 1898, Ma al-'Aynayn comenzó a construir el poblado de Esmara, en lo que era el llamado Sahara español . Su objetivo era crear la ciudad para convertirla en un centro de intercambio comercial entre el África subsahariana y Europa. Miles de saharauis concurrieron a su fundación, incluyendo al sultán de Marruecos, quien envió mano de obra y materiales para la edificación. En 1902, con la mayor parte de la ciudad concluida, al-'Aynayn se mudó allí y la declaró como su capital sagrada, creando entre otras obras, una importante biblioteca islámica.

## La revuelta anticolonialista
Tras la penetración extranjera en el área, que él consideró tanto como una intromisión de potencias hostiles como un asalto del cristianismo al islam, comenzó a articular la resistencia. Varias tribus saharauis incursionaron contra las fuerzas foráneas, pero las tropas francesas lograban avanzar de a poco, conquistando territorios. En 1904, Ma al-'Aynayn proclamaba la guerra santa contra los colonizadores. Para sumar apoyos del sultán marroquí, proclamó que el Trab al-Beidan (una zona desértica que hoy incluye a Mauritania, Malí y Argelia) estaba bajo el control del sultán; esta declaración posteriormente repercutiría en el conflicto del Gran Marruecos . Ya que el sultán nunca tuvo control sobre las tropas de Ma al-'Aynayn, este despliegue de cooperación efectiva ayudó a reunir una gran coalición de tribus para pelear contra los colonizadores, con lo que se conformó un impresionante ejército.

## El reclamo por el trono de Marruecos
En 1906 el sultán aceptó el Tratado de Algeciras, concediendo control colonial a gran parte de Marruecos a las potencias extranjeras, por lo que Ma al-'Aynayn lo acusó de traición. El año siguiente, el sultán empezó a interrumpir el flujo de armas para el yihad antifrancés. La sublevación se desmoronó cuando las fuerzas francesas comandadas por Henri Gouraud se impusieron, y Ma al-'Aynayn emprendió la retirada a Tiznit, en el sur de Marruecos.
En 1910, la anarquía se difundió por Marruecos, a medida que el Sultanato se iba debilitando bajo las presiones europeas. El 4 de marzo de 1910, el sultán Abd al-Hafid firmó un tratado con Francia, el que contenía cláusulas que apuntaban directamente al "jeque Ma al-'Aynayn y los enemigos de Francia en el Sahara". 

### ElSultán Azul
Ma al-'Aynayn, ultrajado por las acciones del sultán y consciente del peligro que significaba para Marruecos caer en manos de Europa, decidió tomarse el poder del país. Se proclamó también Sultán Azul lo que sumado a los anteriores territorios y gentes agrupados en torno a su persona lo nominaron con este nuevo título. En junio, inmediatamente después avanzó hacia el norte encabezando un ejército de varios miles de hombres para derrocar a Abd al-Hafid. Sin embargo, fue interceptado el 23 de junio y las fuerzas francesas arrasaron con su ejército. Ma al-'Aynayn, de alrededor de 80 años, volvió a Tiznit, donde murió en octubre.

## Legado de Ma al-'Aynayn
Ma al-'Aynayn goza de un importante prestigio como líder nacionalista del pueblo saharaui, y su nombre es invocado tanto por los movimientos independentistas del Frente Polisario como por las autoridades marroquíes que reclaman el Sahara Occidental como una de las Provincias del Sur del país. Hoy, los descendientes de Ma al-'Aynayn ocupan importantes puestos en los movimientos independentistas, en Marruecos y en Mauritania.